# البوساجیا
البوساجیا (به ایتالیایی: Albosaggia) یک سکونتگاه مسکونی در ایتالیا است که در استان سوندریو واقع شده‌است.

## خصوصیات
البوساجیا ۳۴٫۳ کیلومترمربع مساحت و ۳٬۱۳۵ نفر جمعیت دارد و ۴۹۰ متر بالاتر از سطح دریا واقع شده‌است.